# Matthias Eichhorn
Matthias „Matze“ Eichhorn (* 1978) ist ein deutscher Musiker (Kontrabass, E-Bass) aus Gotha, der im Jazzbereich, aber auch in der Neuen Musik tätig ist. Er leitet weiterhin mehrere Handglockenchöre.

## Leben und Wirken
Eichhorn, dessen Mutter Kirchenmusikerin ist, erhielt zunächst Klavierunterricht; dann lernte er Cello und Orgel und machte eine Ausbildung zum C-Kirchenmusiker (1996–98). Erst dann wechselte er zum Bass. Er nahm an zahlreichen Nachwuchswettbewerben teil und wurde Preisträger bei Jugend musiziert, Jugend jazzt, dem Jazznachwuchsfestival Leipzig, Jazzwettbewerb Bad Hersfeld und dem Jazznachwuchsfest Straubing. 1998 begann er Technische Physik an der TU Ilmenau zu studieren; 2001 brach er das Studium ab, um dann bis 2006 an der Hochschule für Musik Franz Liszt Weimar Jazzkontrabass und E-Bass zu studieren. 2010 gewann er den Dritten Preis beim internationalen Jazzkontrabass-Wettbewerb BASS2010.
Eichhorn, der in Weimar lebt, ist freischaffend als Musiker tätig. Als Mitglied der Ensembles von Lorenzo Frizzera, Uschi Brüning, Oliver Leicht und Bertram Burkert war er auch an Tonträgerproduktionen beteiligt. Er konzertierte mit Matthias Bätzel, Joey DeFrancesco, Richie Beirach, Eddie Daniels, Jeff Cascaro, Frank Möbus, Werner Neumann, Simone Kermes, Bill Ramsey und Ernst-Ludwig Petrowsky; ebenso war er mit Clueso auf Tournee.
Seit 2006 leitet er zudem den von seiner Mutter gegründeten Handglockenchor Gotha sowie seit 2012 auch den Handglockenchor Weimar. Zudem wirkte er als Bassist, Cellist oder Co-Produzent an Tonträgern von Clueso, Ryo, Norman Sinn und Max Prosa mit. Er ist auch an Inszenierungen Neuer Musik beteiligt, etwa mit dem MDR-Sinfonieorchester.
Eichhorn spielt in verschiedensten Bandprojekten unterschiedlichster Genres von Duo bis Bigband und der STÜBAphilharmonie, bei Theater- und Schauspielmusiken, Musicals sowie Inszenierungen neuer (klassischer) Musik. Er unterrichtet seit 2011 mit einem Lehrauftrag an der Hochschule für Musik und Theater „Felix Mendelssohn Bartholdy“ Leipzig, seit 2017 zudem an der Hochschule für Musik „Franz Liszt“ Weimar.
Eichhorn schrieb auch Hörspielmusik, etwa für das Hörspiel Der Zauberer von Oz (2016). Er gehört dem Präsidium des Landesmusikrats Thüringen an.